# Chân (họ)
Chân là một họ của người châu Á.

họ Chân viết bằng chữ Hán

Họ Chân (chữ Hán: 甄, Bính âm: Zhen; Hangul: 견, Romaja quốc ngữ: Gyeon) xếp thứ 205 trong Bách gia tính.
Họ Chân (chữ Hán: 真, Bính âm: Zhen) không được xếp trong Bách gia tính.

## Họ Chân (甄)